# Rhinotrichum aureum
Rhinotrichum aureum är en svampart som beskrevs av Cooke & Massee 1889. Rhinotrichum aureum ingår i släktet Rhinotrichum, divisionen sporsäcksvampar och riket svampar.   Inga underarter finns listade i Catalogue of Life.